# Dellroy

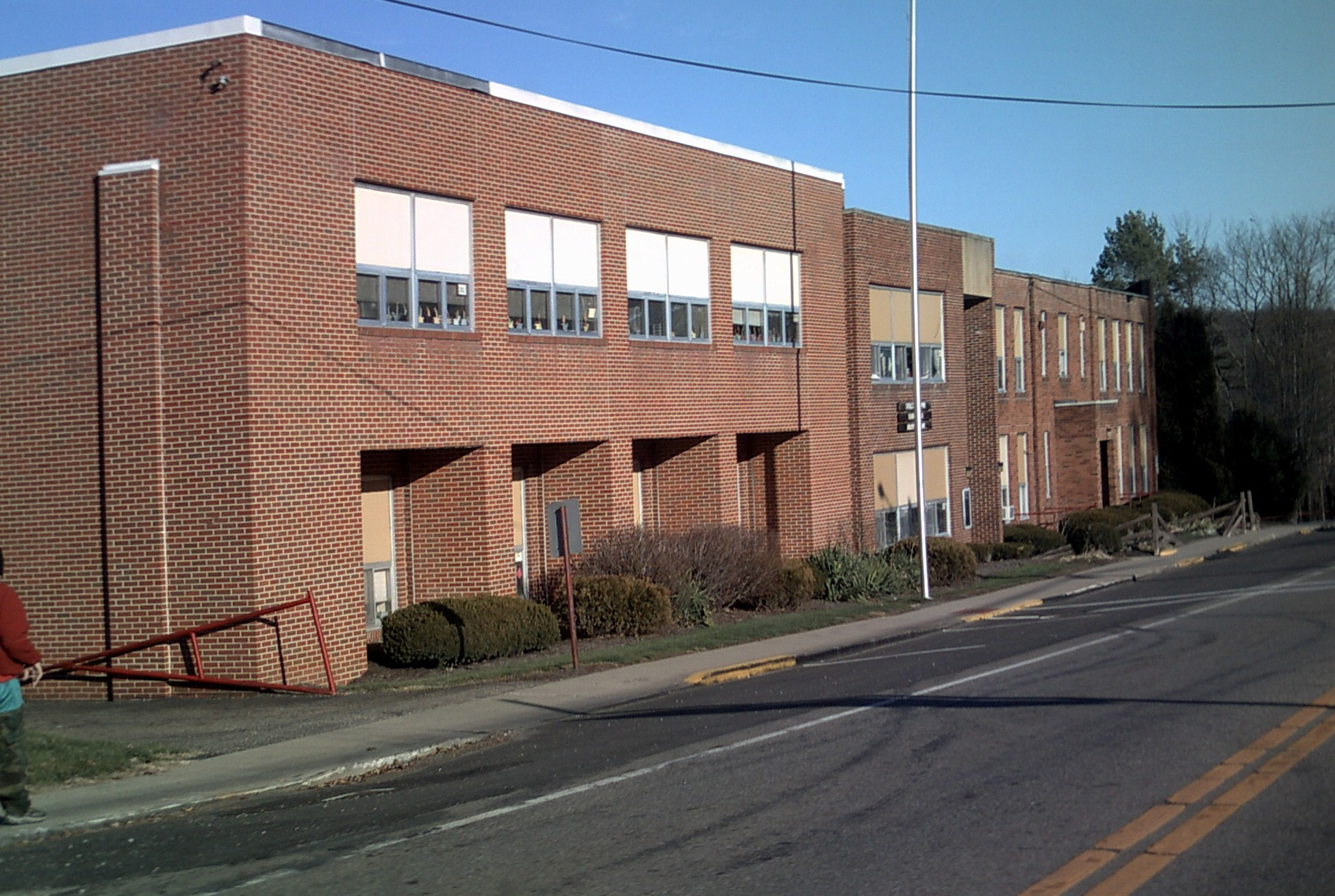
Szkoła podstawowa w Dellroy (Ohio)

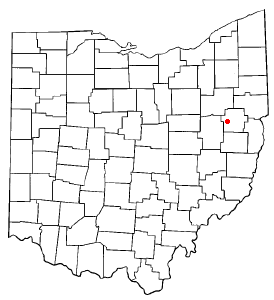
Dellroy na planie stanu Ohio

Dellroy – wieś w USA, Hrabstwo Carroll (Ohio) w stanie Ohio.
Wieś została założona w 1849 roku jako "Cannonsburg", a około roku 1878 została przemianowana na Dellroy.
W roku 2010, 25,6% mieszkańców było w wieku poniżej 18 lat, 5,9% było w wieku od 18 do 24 lat, 26,9% było od 25 do 44 lat, 24,4% było od 45 do 64 lat, a 17,1% było w wieku 65 lat lub starszych. We wsi było 48,6% mężczyzn i 51,4% kobiet.
Liczba mieszkańców w 2010 roku wynosiła 356.
Obecnie burmistrzem miejscowości jest Douglas S. Ruby.

## Znani mieszkańcy
- Vincent Costello (ur. 8 kwietnia 1932 w Dellroy, Ohio) – były futbolista amerykański (linebacker), który grał przez dwanaście sezonów w National Football League w barwach Cleveland Browns (1956–66) i New York Giants (1967–68)[4]